# Rubraea punctellata
Rubraea punctellata is een vlinder uit de familie van de Nymphalidae. De wetenschappelijke naam van de soort is voor het eerst gepubliceerd in 1912 door Harry Eltringham.

## Verspreiding
De soort komt voor in Zuid-Tanzania en Malawi.

## Waardplanten
De rups leeft mogelijk op Tricliceras longipedunculatum (Mast.) R. Fern. (Passifloraceae).